# Vorderwälder-Rind
| Rasseschlüssel |
| -------------- |
| VW 16          |
| Foto           |

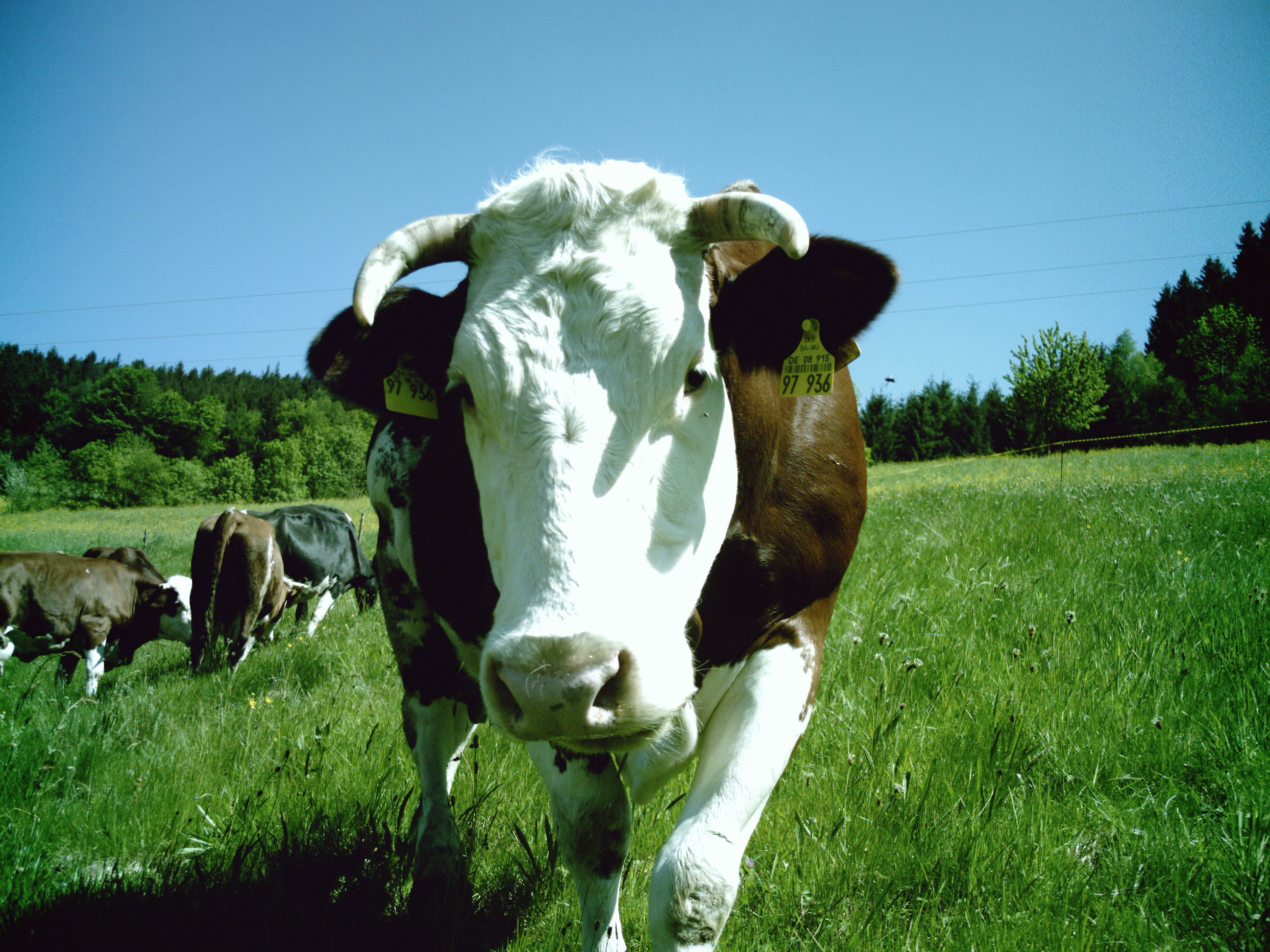
Vorderwälderkuh stehend

Das Vorderwälder-Rind oder auch einfach nur Vorderwälder genannt ist eine alte Hausrind-Rasse, die aus dem Südschwarzwald stammt. Sie hat sich ebenso wie das Hinterwälder-Rind den dortigen Verhältnissen hervorragend angepasst.
Das Vorderwälder-Rind ist eine Zweinutzungsrasse mit etwa gleicher Betonung von Fleisch und Milch.
Die Milchleistung liegt bei 4864 kg mit 3,98 % Fett und 3,32 % Eiweiß. Die tägliche Zunahme der Jungbullen liegt in Mastbetrieben bei 1100 g.
Tiere dieser Rasse gelten als besonders vital und langlebig. Sie zeichnen sich durch klare, gute Fundamente mit guter Winkelung und sehr guten Klauen aus. Hierdurch können sie auch als Beweider von extremen Standorten wie Hanglagen eingesetzt werden.
Die Widerristhöhe der Kühe beträgt etwa 128 bis 137 cm und sie werden 550 bis 650 kg schwer. Die Bullen haben eine Widerristhöhe von etwa 140 bis 153 cm und sie werden 950 bis zu 1100 kg schwer.
Das sogenannte „Wäldervieh“ wurde erstmals 1544 in der Cosmographia von Sebastian Münster erwähnt. Schon damals wurde zwischen einer größeren Rasse (den heutigen Vorderwäldern) und einer kleineren Rasse (den heutigen Hinterwäldern) unterschieden.
Durch Einkreuzung von milchbetonten Rassen (Red Holstein, Montbeliard) konnten die Milchleistung und die Euterform erheblich verbessert werden. Die Population umfasste laut Herdbuch 7426 Tiere im Jahr 2018.
Die Züchter dieser Rasse erhalten durch das „MEKA-Programm“ eine Aufzuchtprämie.

## Gefährdung
Die Gesellschaft zur Erhaltung alter und gefährdeter Haustierrassen (GEH) hat das Vorderwälder-Rind in der Roten Liste gefährdeter Nutztierrassen in die „Vorwarnstufe“ eingereiht. Sie hat auch einen Betreuer für diese Haustierrasse bestellt. Die Zahl weiblicher Zuchttiere ist von 2011 mit 6492 Tieren auf 5213 Tiere im Jahr 2021 zurückgegangen und die der männlichen Zuchttiere im gleichen Zeitraum von 460 auf nur noch 43.